# بیرداینامیک
بیرداینامیک (به انگلیسی: Beyerdynamic) این کمپانی در سال ۱۹۲۴ توسط Eugen Beyer در کشور آلمان تأسیس شده است و یکی از معتبرترین سازندگان حرفه‌ای میکرفون، هدفون و سیستم‌های کنفرانس، ترجمه همزمان در دنیا می‌باشد. کلیه محصولات این کمپانی در شهر Heilbronn آلمان توسط متخصصین و کارشناسان زبده آلمانی طراحی، تولید و تست می‌شوند لذا در هر محصول این کمپانی دانش و تکنولوژی بالا و کیفیت و دقتِ ساخت ویژة محصولات کشور آلمان نهفته است تا کاربر بهترین کیفیت صدا را تجربه کند. خلاقیت و نوآوری رکن اصلی را در طراحی‌های این کمپانی ایفا می‌نماید و حاصل آن دریافت جوایز بین‌المللی متعدد از جمله جایزه ویژه طراحی Red dot و نیز ثبت برخی از تجهیزات طراحی شده در دفتر ثبت اختراعات کشور آلما ن بوده است.